# Philippe de Bosredon du Pont
Philippe de Bosredon du Pont (Chavagnac, 26 maart 1827 - Saint-Cloud, 15 maart 1906) was een Frans hoog ambtenaar ten tijde van het Tweede Franse Keizerrijk en filatelist.
Hij was de oudere broer van Jean Baptiste Alexandre de Bosredon.

## Biografie

### Staatsraad
Van 1852 tot 1869, gedurende het overgrote deel van de bestaansperiode van het Tweede Franse Keizerrijk, had de Raad van State als enige het wetgevend initiatiefrecht. Het waren de staatsraden die wetsontwerpen formuleerden aan het Wetgevend Lichaam. De leden van het Wetgevend Lichaam konden zelf geen wetsvoorstellen formuleren: ze konden enkel de voorstellen van de Raad van State goed- of afkeuren. De staatsraden werden benoemd door keizer Napoleon III. Zo had deze een onrechtstreekse invloed op het wetgevingsproces. De keizer had ook invloed op de samenstelling van de andere kamer van het parlement, de Senaat: senatoren werden door de keizer benoemd. De Senaat had evenwel een beperkte wetgevende bevoegdheid. Deze kon enkel de staatsinstellingen hervormen en de grondwet wijzigen via zogenaamde senatus consulta.
Philippe de Bosredon du Pont was staatsraad in de Raad van State. Als staatsraad verdedigde hij dan ook het beleid van keizer Napoleon III. In het bijzonder verdedigde hij in 1866 het wetsontwerp dat telegraafzegels wilde invoeren.
Naast zijn functie als staatsraad was de Bosredon du Pont ook secretaris-generaal van het ministerie van Binnenlandse Zaken. In 1869 werd hij onderscheiden als ridder in het Legioen van Eer.
De val van het Tweede Franse Keizerrijk en de afkondiging van de Derde Franse Republiek op 4 september 1870 luidde het einde in van de carrière van de Bosredon du Pont in de politiek en de ambtenarij en dit in tegenstelling tot de politieke carrière van zijn broer Jean Baptiste, die in de jaren 1870 nog werd herkozen als volksvertegenwoordiger.

### Filatelist
Na zijn periode bij de Raad van State legde de Bosredon du Pont zich toe op zijn voorliefde voor de filatelie, het verzamelen van postzegels. Hij schreef Monographie des timbres fiscaux mobiles, een boek over Franse en koloniale fiscale zegels en tot op vandaag een standaardwerk over dat thema in de Franse filatelie.
- Bibliothèque nationale de France: cb12591788k (data)
- International Standard Name Identifier: 0000 0001 1587 4147
- Library of Congress Control Number: n2001080147
- Nederlandse Thesaurus van Auteursnamen: 152805559
- Système universitaire de documentation: 056538715
- Virtual International Authority File: 4280827
- WorldCat: E39PBJxmKFQRTCcp74VXy6Kjmd